# Maywood (Kalifornia)
Maywood város az USA Kalifornia államában, Los Angeles megyében. Lakosainak száma 25 138 fő (2020. április 1.).

## Népesség
A település népességének változása:

| 2010 | 27 395 |
| 2020 | 25 138 |